# Vladimír Mandl

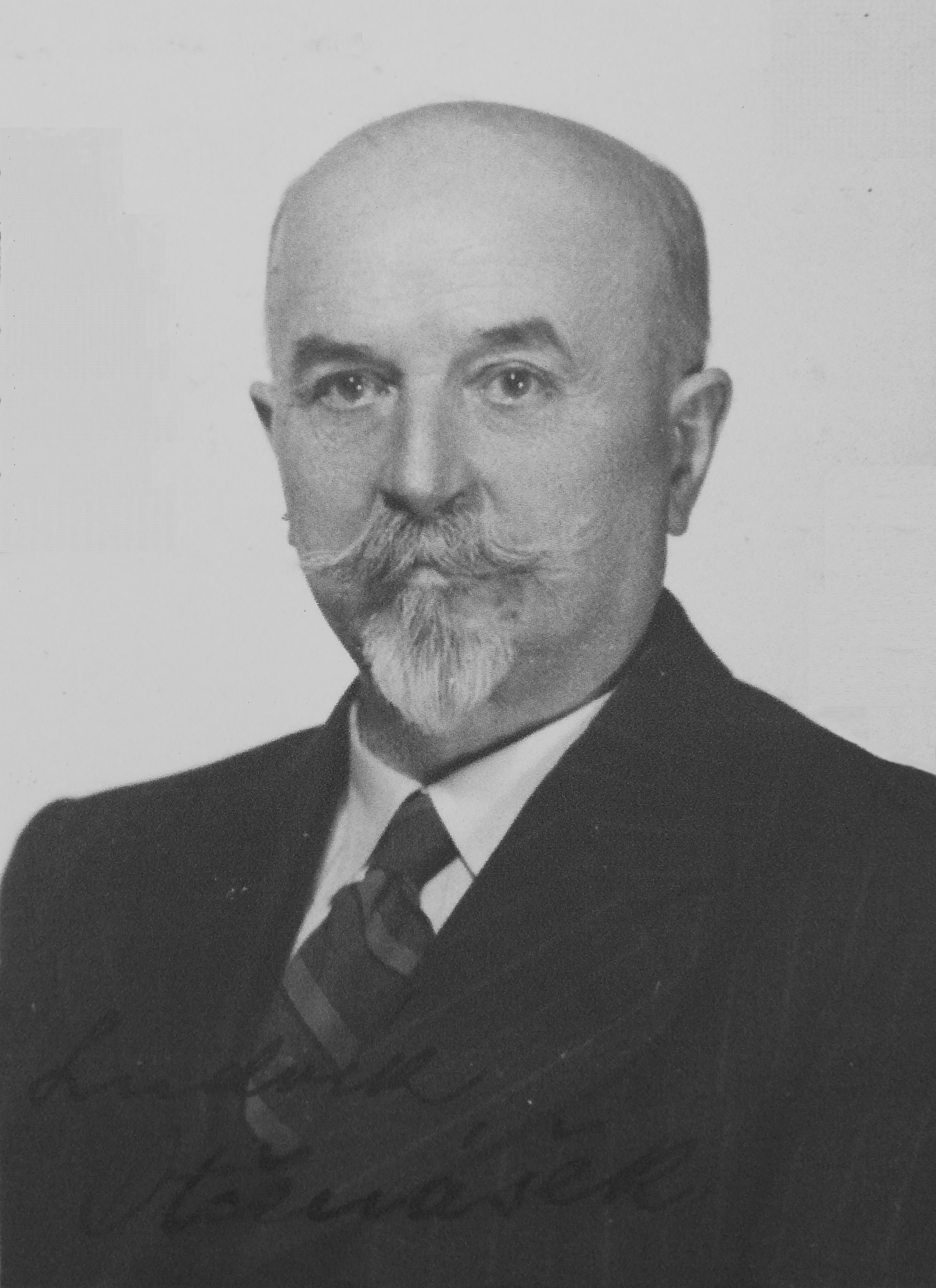
Ludvík Očenášek

Vladimír Mandl (20. března 1899 Plzeň – 8. ledna 1941 Plzeň) byl český advokát, vysokoškolský pedagog a právní teoretik, který jako první na světě formuloval principy kosmického práva. Od dětství se zajímal o letectví a kosmonautiku, byl držitelem patentu výškové rakety, autorem spisů pojednávajících o leteckém právu a autor první monografie o vesmírném právu. Spolu s Ludvíkem Očenáškem (1872–1949) (také původem z Plzně) patřil Vladimír Mandl k jediným dvěma Čechům, které zařadila světová odborná veřejnost mezi průkopníky kosmonautiky.

## Život

### Rodinný původ
Vladimír Mandl se narodil 20. března 1899 v Plzni jako syn uznávaného českého právníka a politika Matouše Mandla (1865–1948). Matkou Vladimíra Mandla byla Růžena Mandlová (rozená Čiperová; * 7.2.1880 Plzeň – † 25.3.1920 Plzeň). Vladimír Mandl byl také synovcem českého malíře a profesora kreslení Josefa Mandla (1874-1933).

Rodina
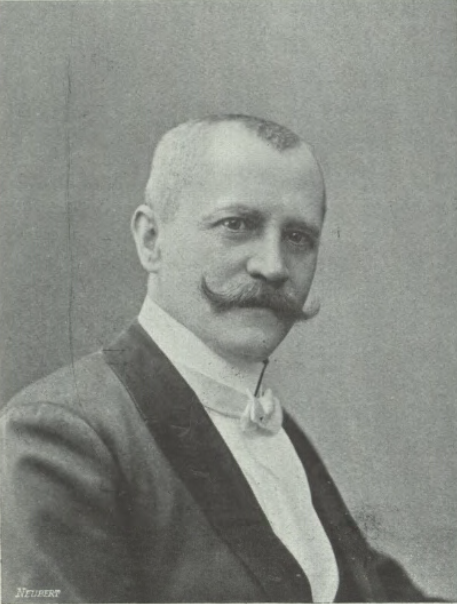
Jeho otec právník a politik Matouš Mandl (1865–1948)
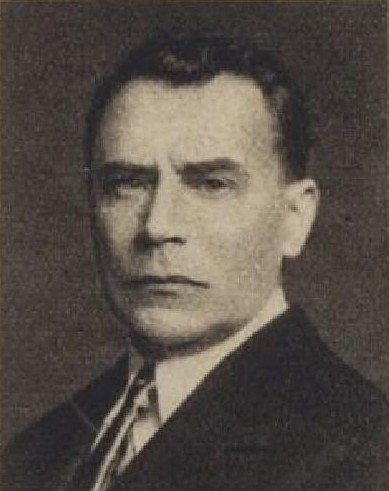
Jeho strýc malíř a profesor kreslení Josef Mandl (1874-1933)
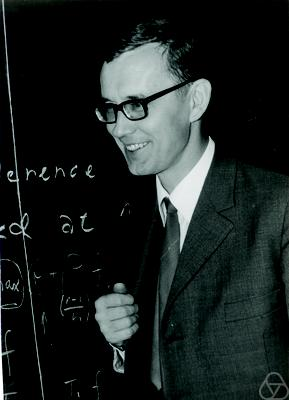
Jeho syn Petr Mandl (1933–2012)

### Studia
Po studiu na plzeňském gymnáziu Vladimír Mandl původně uvažoval o studiu techniky (tíhl k technice, od mládí byl fascinován díly Julese Verna), ale pak se rozhodl (na naléhání svého otce) pro studium na Právnické fakultě Univerzity Karlovy v Praze, v semináři profesora Václava Hory, obor civilní proces. Studium na doktora práv (v letech 1917 až 1921) ukončil Mandl získáním magisterského titulu 24. listopadu 1921. Poté v letech 1921 až 1927 pracoval v Praze v soudní službě (advokátní kancelář JUDr. Antonína Schauera) a následně v plzeňské advokátní kanceláři svého otce JUDr. Matouše Mandla. Po složení advokátních zkoušek si 1. března 1927 otevřel v Plzni vlastní samostatnou advokátní kancelář.

### První publikace
Mandlovy první publikace se týkaly zaměření jeho studia, občanského práva procesního. V roce 1925 přednesl na II. sjezdu československých právníků referát o otázkách dokazování v civilním řízení. V roce 1926 vyšla jeho monografie o československém manželském právu. Krátce nato se Mandl začal věnovat právním otázkám vyplývajícím z technického pokroku posledních desetiletí. Po prvních publikacích o občanském právu procesním napsal Mandl několik prací o automobilovém právu. V roce 1929 je publikoval v souhrnné monografii. Automobilovému a leteckému zákonu i mezinárodnímu leteckému právu ve srovnání s československou legislativou se věnoval Mandl v letech 1927 až 1929 a dokonce jeho práce Letecké právo (vydal Západočeský aeroklub v roce 1928) získala státní cenou ministerstva spravedlnosti pro rok 1928.

### Letecké a kosmické právo
Po několika časopiseckých článcích napsal v roce 1928 monografii o leteckém právu, kterou vydal Západočeský aeroklub v Plzni. Kromě československého zákona o leteckém provozu se věnoval otázkám mezinárodních smluv, odpovědnosti a pojištění a v poslední kapitole letecké válce. V roce 1929 vydal v nakladatelství v Liberci německy psaný komentář k československému zákonu o leteckém provozu. V roce 1932 vyšel v Praze Mandlův komentář k Pařížské úmluvě a československému zákonu o leteckém provozu. Mandl se o letectví zajímal nejen z právnického hlediska, ale v roce 1929 si v západočeském aeroklubu na borském letišti udělal pilotní průkaz.
Dne 2. července 1930 se v Plzni Vladimír Mandl oženil s Bohumilou Mandlovou (rozenou Charvátovou; * 5. dubna 1907 Plzeň). Od roku 1930 bydleli manželé Mandlovi v Plzni na adrese Hálkova 18.
Dne 20. června 1931 získal Vladimír Mandl doktorát na Univerzitě Friedricha Alexandra v Erlangenu za disertační práci „Občanskoprávní struktura deliktního práva“. Završil tím svoje postgraduální studia získáním říšskoněmeckého doktorátu práv. Již od roku 1930 předkládal na Českém vysokém učení technickém v Praze jako habilitační práci svou monografii o leteckém právu z roku 1928 a na zkoušku vedl přednášky na Fakultě strojní a elektrotechnické. Mandlovo jmenování (habilitaci) soukromým docentem pro obor „Právo průmyslových podniků“ na Vysoké škole strojního a elektrotechnického inženýrství Českého vysokého učení technického potvrdilo československé ministerstvo školství v září 1932.

### Raketová technika

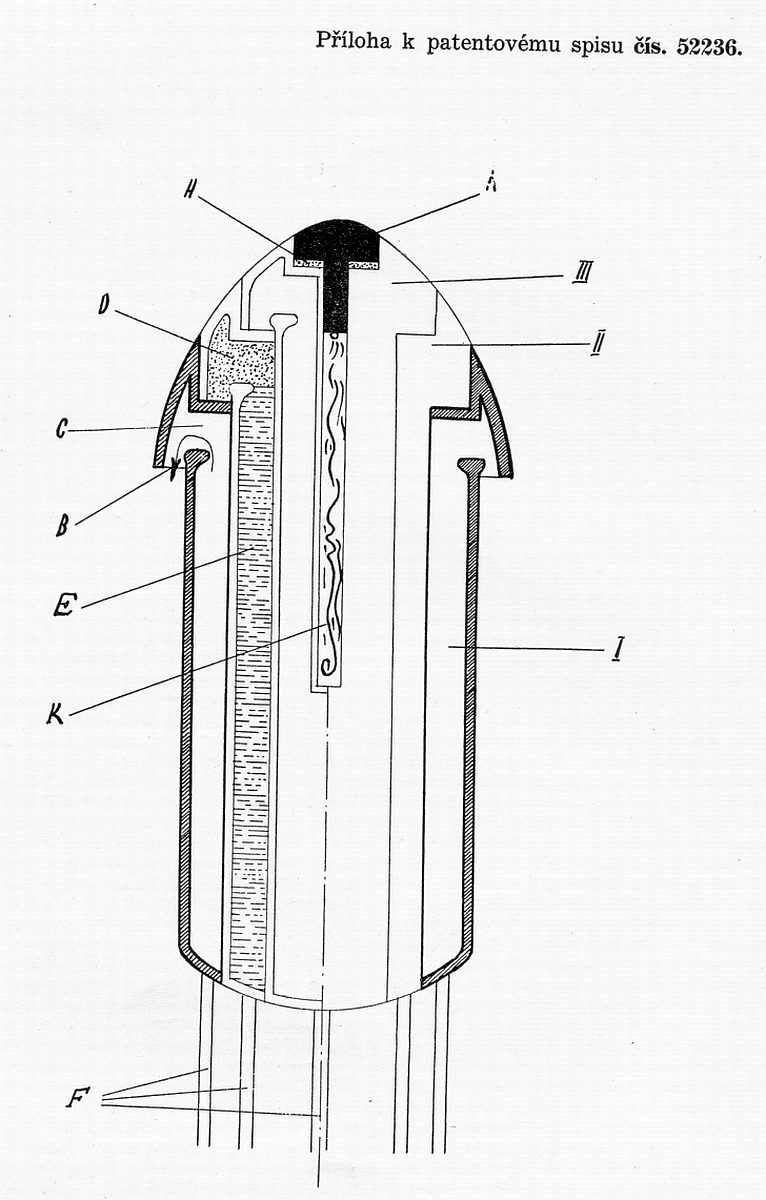
Příloha patentu číslo 52236 třídy 46d – vícestupňová vysokostoupající raketa

V této době Mandl nejen intenzivně studoval literaturu o možnostech cestování do vesmíru, ale také pozorně sledoval experimenty v oblasti raketové techniky. V roce 1932 vydal v češtině populárně–naučnou práci o problému mezihvězdné dopravy. V této práci podal přehled práce Konstantina Ciolkovského, Hermanna Obertha, Roberta Goddarda a dalších raketových vědců. Kniha obsahovala také konstrukční plán vícestupňové rakety, kterou Mandl sám navrhl pro výškový výzkum a která měla mít smíšený pohonný systém s pevným a kapalným palivem a měla být určena pro let do výšky až 250 kilometrů.

Mandlovi předchůdci v řešení problémů mezihvězdné dopravy
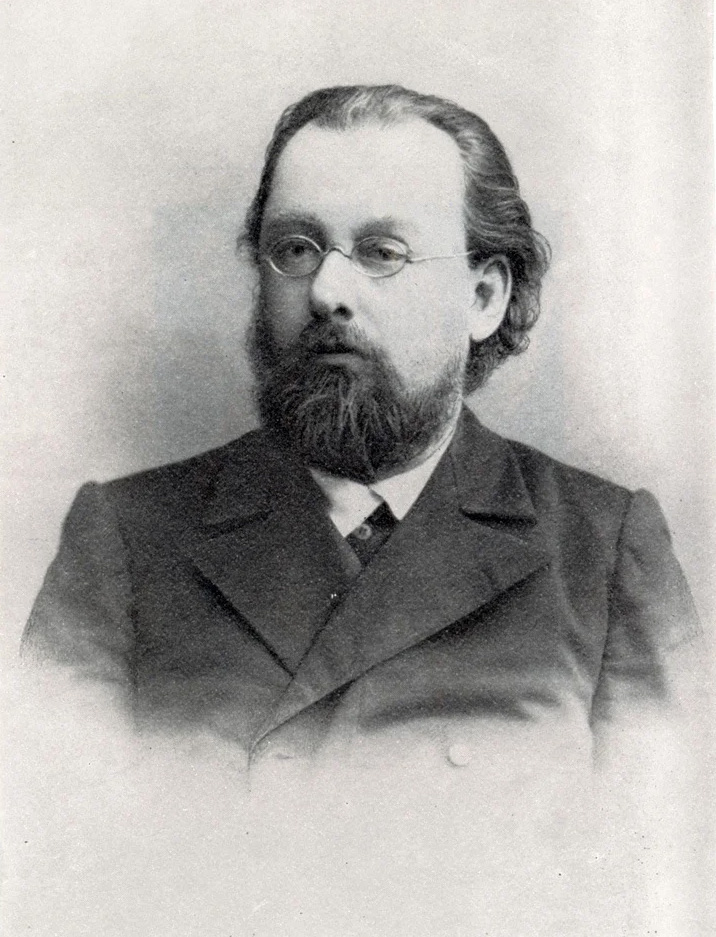
Konstantin Eduardovič Ciolkovskij
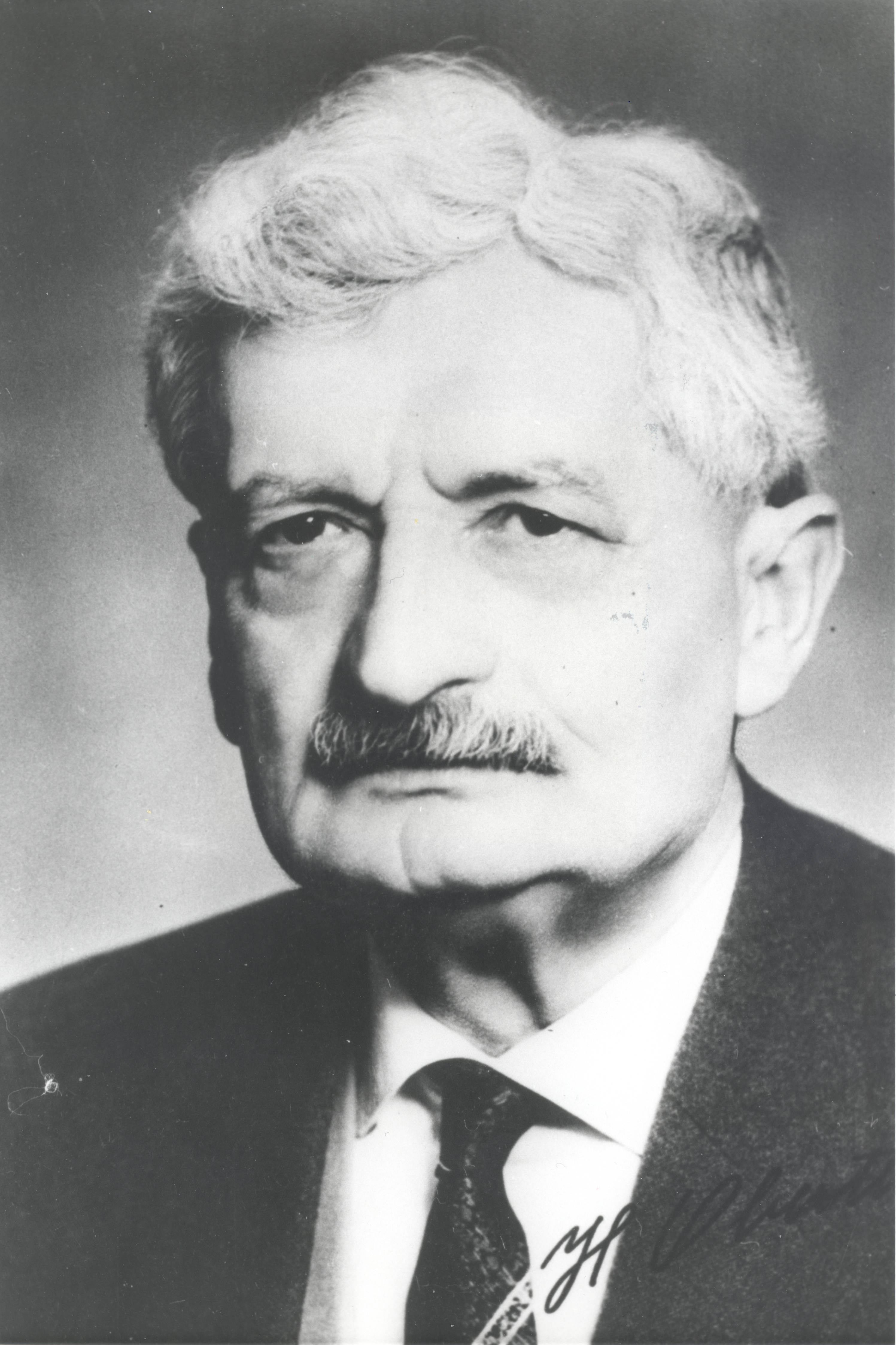
Hermann Oberth
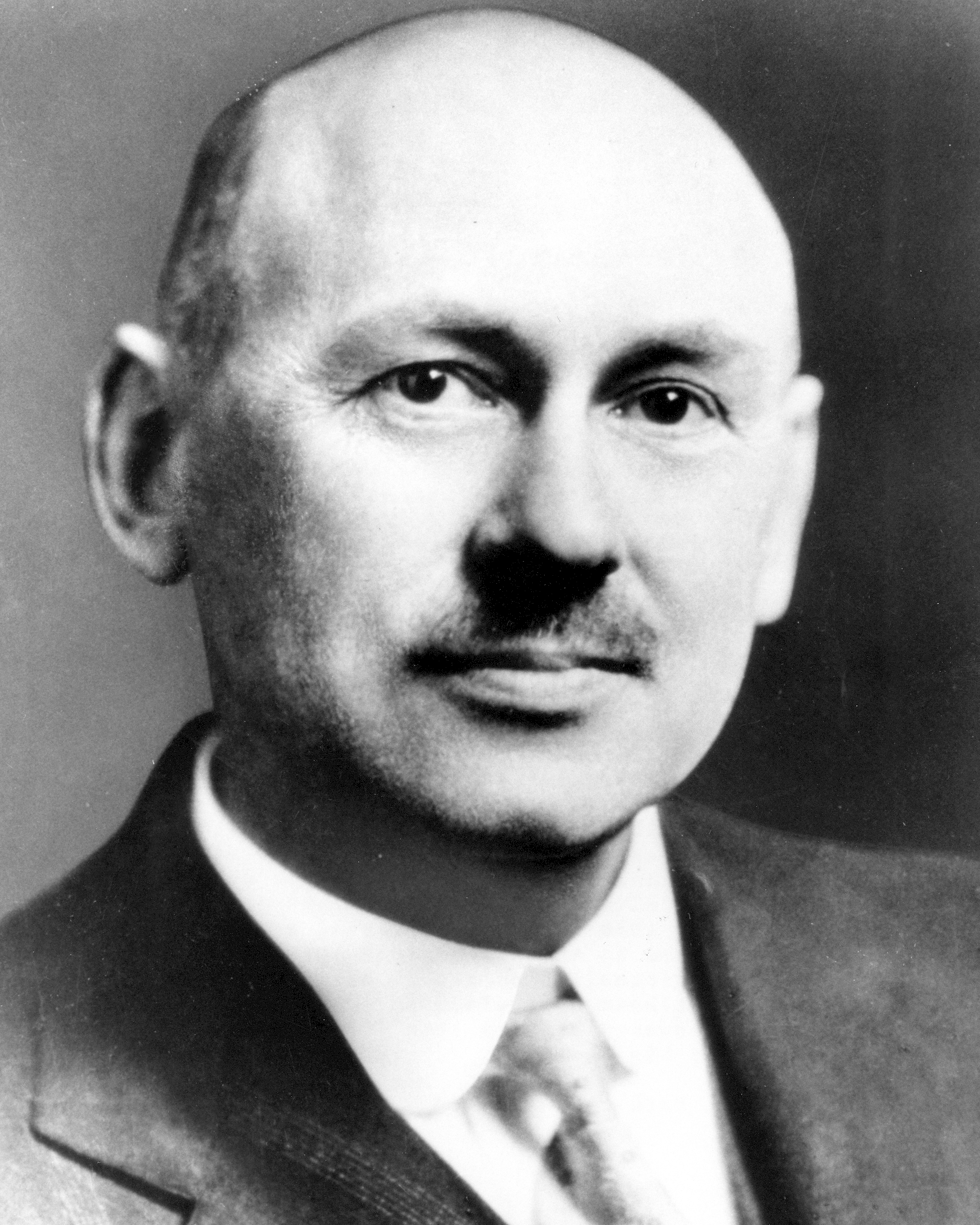
Robert Goddard

Svoje technické znalosti a konstrukční schopnosti prokázal Mandl tím, že požádal (u Patentního úřadu Československé republiky) k evidenci patent na vysokostoupající raketu. Patent podal 14. dubna 1932 a 25. září 1933 byla raketa patentována pod číslem patentu 52236 třídy 46d. Mandl zveřejnil konstrukci své rakety také v Německu a krátký popis vyšel v Lipsku v roce 1934 pod názvem „Die Rakete zur Höhenforschung: Ein Beitrag zum Raumfahrtproblem“ („Výzkumná raketa pro velké výšky: příspěvek k problematice vesmíru“).. Tímto se Mandl definitivně stal průkopníkem československé kosmonautiky. Kromě patentu rakety si nechal Mandl u Patentního úřadu Československé republiky zaevidovat i vynález explozního parního motoru.
Dne 5. listopadu 1933 se v Plzni narodil manželům Mandlovým syn Petr (* 5. listopadu 1933 Plzeň – † 24. února 2012).

### Výuková činnost

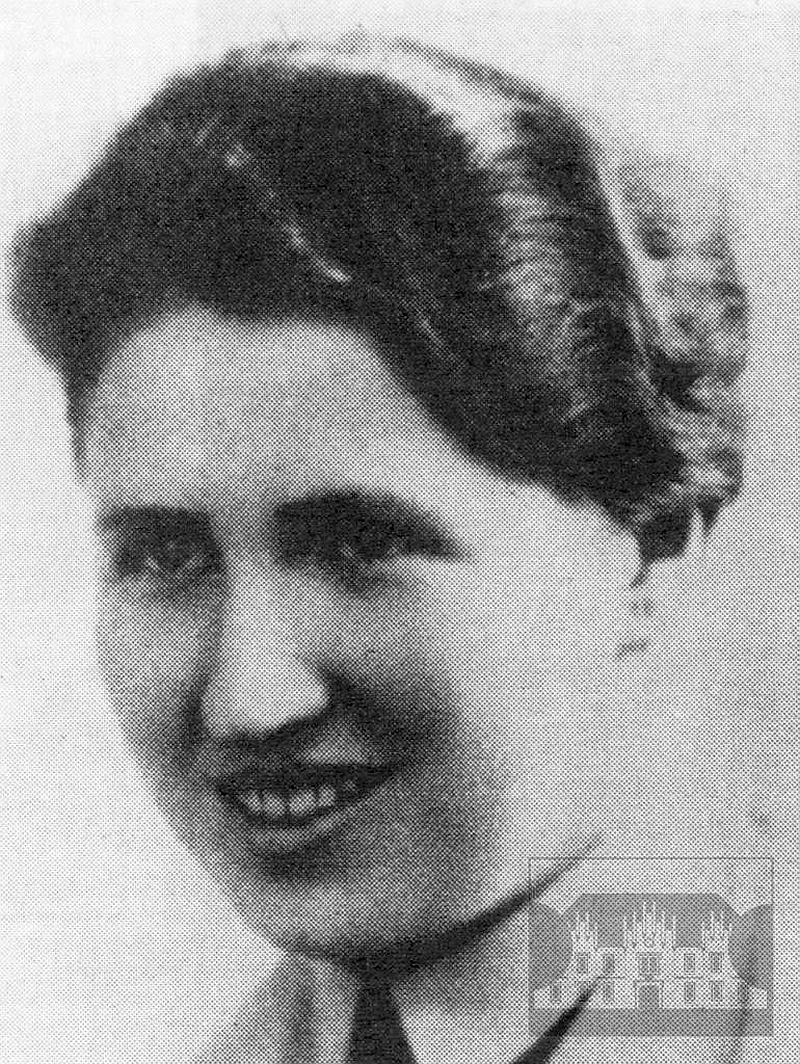
Marie Škardová, za protektorátu členka komunistického protiněmeckého odboje na Plzeňsku

Od akademického roku 1933/1934, poté, co byl jmenován v roce 1932 soukromým docentem v oboru práva průmyslových podniků, přednášel Vladimír Mandl na ČVUT právě studijní předměty tohoto zaměření. Naposledy je zmíněn v katalogu kurzů 1938/1939. V letech 1933 až 1939 vyučoval předměty „Právo průmyslové“ a „Průmyslovou politiku“ na Vysoké škole strojního a elektrotechnického inženýrství Českého vysokého učení technického v Praze. Předmět „Právo průmyslové“ pak ve stejném období přednášel studentům Vysoké školy strojního a elektrotechnického inženýrství ČVUT a na Vysoké škole chemicko-technologického inženýrství. V letech 1935 až 1937 navázal na akademické půdě četní vědecké styky během svých studijních cest do SSSR, po Evropě i v USA.
Po Mnichovské dohodě ze září 1938 a vpádu německých vojsk 15. března 1939 byla výuka na českých vysokých školách vážně narušena. Po uzavření všech vysokých škol a univerzit v listopadu 1939, které byly vyvolány studentskými protesty proti německé okupaci, Mandlova univerzitní činnost skončila.
V období Protektorátu Čechy a Morava podporoval Vladimír Mandl členy odbojové sítě I. respektive II. ilegálního vedení KSČ v Plzeňském kraji (konkrétně českou odbojářku Marii Škardovou, členku II. ilegálního vedení KSČ v Plzeňském kraji).

### Letecké muzeum
Již o několik let dříve začal Vladimír Mandl podporovat založení leteckého oddělení v Národním technickém muzeu v Praze vyhledáváním dokumentů a exponátů (převážně v Plzeňském kraji). V letech 1936 až 1940 intenzivně spolupracoval s Plzeňským odborem Technického musea československého. V této souvislosti navštívil letecké výstavy v Paříži a Mnichově, v roce 1937 byl v Leteckém muzeu v Moskvě a v roce 1938 navštívil leteckou sbírku Smithsonova institutu ve Washingtonu. Mandl později o svých návštěvách výstav ve Washingtonu a Moskvě referoval v českých leteckých časopisech.

### Odborné a zájmové aktivity

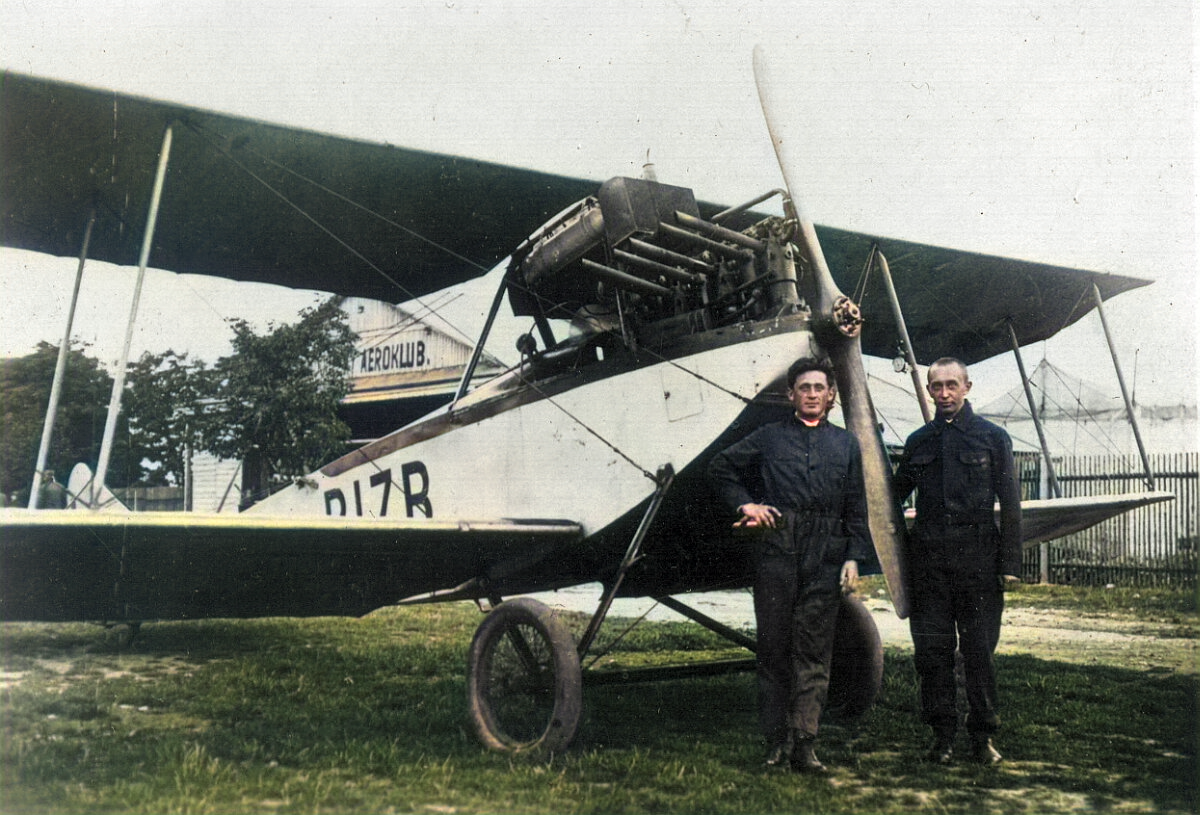
Vladimír Mandl v leteckém (na snímku vpravo)

- Vladimír Mandl se již od dětství zajímal o letadla těžší vzduchu a jejich konstrukci. Už v roce 1912 stavěl na plzeňském letišti v Borech svůj první šestimetrový jednomístný jednoplošník vycházející z letadel francouzského typu Blériot.[8][9] Vladimír Mandl byl aviatik a člen Západočeského aeroklubu, kde v roce 1929 získal diplom pilota – letce.[1][8]
- V letech 1935 až 1941 byl členem Národohospodářského sboru západočeského.[1] O
- Od roku 1933 by zakladatelem a předsedou Společnosti pro hospodářské a kulturní styky se SSSR.[1]

### Nemoc a smrt
Koncem roku 1940 již Mandl strávil několik měsíců v sanatoriu kvůli tuberkulóze a jeho zdravotní stav se zhoršil. Vladimír Mandl zemřel 8. ledna 1941 předčasně ve svých nedožitých 42 letech na tuberkulózu v plicním sanatoriu v Nové Vsi pod Pleší. Dne 13. ledna 1941 byl pohřben do rodinné hrobky Mandlů na ústředním městském hřbitově v Plzni.

### Závěr
Základní myšlenky vytyčené v dílech Vladimíra Mandla se později v 60. letech 20. století promítly do mezinárodní legislativy, která se zabývá právem platným v kosmickém prostoru. Značný podíl na tom, že Mandlovy průkopnické právní principy „vesmírného práva“ byly smysluplně zapracovány do mezinárodních norem měl specialista na kosmické právo, český právník, profesor Vladimír Kopal (1928–2014).

## Vesmírné právo
Jednotlivé publikace o vesmírném právu vycházely již ve 20. letech 20. století. Jednalo se o letmé zmínky o kosmickém právu v rámci spisů o leteckém právu nebo o pojednání o jednotlivých aspektech. Článek Vladimíra Mandla „Vesmírné právo. Problém cestování do vesmíru“ byl první publikací z roku 1932, která představila kosmické právo jako samostatný právní obor. Vladimír Mandl světovou veřejnost nejvíce oslovil tím, že se jako první na světě zabýval otázkou kosmického práva. Jako právník řešil to, co se stane po dobytí vesmíru, jaké by tam mělo platit právo, jaký stát by měl nárok na jako planetu apod. Útlá publikace však byla provázena obtížemi. Mandl chtěl oslovit co nejširší okruh čtenářů vydáním v němčině (Das Weltraum-Recht. Ein Problem der Raumfahrt, 1932), ale žádný nakladatel nebyl ochoten to udělat. Nakonec se mu podařilo vydat 48 stránkovou knihu v nakladatelství J. Bensheimer na vlastní náklady z rodinného rozpočtu. Z již tak malého nákladu cca 300 kusů se prodalo jen asi 25 výtisků a ostatní výtisky rozdal autor zadarmo. Nicméně základy kosmického práva byly položeny. V roce 1932 vydal (v nakladatelství Šolc a Šimáček) ještě česky psanou stostránkovou ilustrovanou knihu Problém mezihvězdné dopravy, kde rozebral právní aspekty při letech do vesmíru a vlastní náměty týkající se principů raketového letu.

### Problém mezihvězdné dopravy

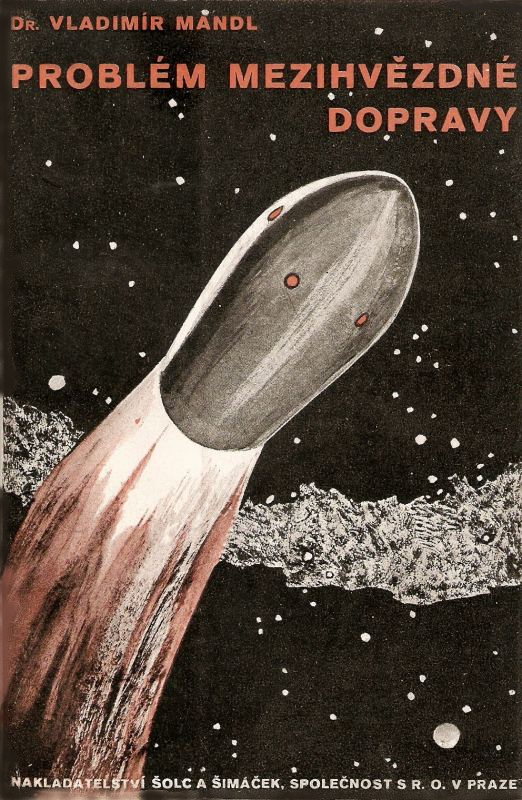
Ilustrace na předsádce knihy „Problém mezihvězdné dopravy“

V díle popsal nejen historii raket i jejich perspektivní možné nasazení při dobývání kosmu, ale i s notnou dávkou intuice předestřel směry jejich dalšího vývoje.
Mandl se ve své publikaci snažil poukázat na právní problémy, které by vznikly v případě úspěchu cestování do vesmíru. Tímto způsobem stavěl vesmírné právo jako samostatnou oblast práva vedle práva námořního a leteckého. Na vysvětlenou uvedl, že pro všechny otázky cestování do vesmíru jsou rozhodující zvláštní vlastnosti vesmíru, podobně jako vlastnosti moře pro námořní plavbu a vzduchu pro letectví.
V první části své publikace, věnované současné situaci, se Vladimír Mandl zabýval vztahem občanského, veřejného a mezinárodního práva ke kosmickým letům. Svůj názor, že provozovatelé a vlastníci kosmických objektů by měli být plně odpovědní za případné škody na zdraví a majetku způsobené provozem kosmických objektů, Mandl vyjádřil již ve svých dřívějších publikacích o objektivní odpovědnosti průmyslových podniků.
Ve druhé části své publikace se Mandl zabýval očekávanými budoucími dopady cestování do vesmíru na ekonomiku, kulturu a pojmy "stát" a "právo". Zde se postavil proti tehdy běžné myšlence neomezené státní suverenity ve vesmíru. Mandl zastával názor, že nároky na státní suverenitu je třeba uznat pouze pro tu část vzdušného prostoru, v níž stát vykonává i faktickou kontrolu. Mimo atmosféru se nachází prostor, který nemá žádné spojení se zemí, a nepatří tedy k určité části zemského povrchu. V tomto prostoru neexistovala státní moc a cestování bylo neomezené. O dva roky později mu odporoval sovětský právník Jevgenij Alexandrovič Korovin. Byl toho názoru, že lety nad územím státu, bez ohledu na výšku a rychlost, představují nebezpečí, proti kterému se dotčené státy musí chránit.
Mandlova publikace zahrnovala komplexní popis možností a limitů raketových a kosmických letů, a to včetně dosti přesného odhadu doby, která bude potřebná k cestám lidských posádek k různým kosmickým tělesům. (K cestě Země – Měsíc počítal Mandl 4 dny; Země – Merkur určil na 105 dnů; Země – Venuše spočetl 146 dnů a Země – Mars předpověděl na 258 dnů.)
Také již v roce 1932 předpověděl nutnost existence Mezinárodní vesmírné stanice (ISS):
Je-li dosažení planet zásadně možno, není věcí blízké budoucnosti. Primitivní naše rakety o výkonu 100 km/vteřinu nejsou a nikdy nebudou, pokud bude potřeba bráti celou zásobu pohonných látek s sebou ze země. Teprve až budeme míti aparáty způsobilé využitkovati energii utajenou v paprscích slunečních či v atomech kosmické prahmoty, takže kosmická loď bude moci vydání množství práce ihned obnovovati, budeme míti naději na dobytí vesmíru. ... Možno, že kvůli snazšímu startu necháme obíhat kol země umělou startovací stanici, umělý měsíc, jemuž udělíme takovou rychlost, aby držel se stále v určité vzdálenosti od země a aby ani neodlétl do vesmíru, ani nespadl na zem; na toto těleso dopravíme svou vesmírovou loď (třeba obyčejnými raketami) a teprve odtud odlétneme, při čemž prospěje nám nepatrná gravitace na tomto měsíčku a vzduchoprázdný prostor kolem něho.
Vladimír Mandl, rok 1932, 
V závěru knihy pak Mandl prorocky uvádí:
Jednoduchá raketa sleduje ryze vědecký cíl: prozkoumání výšin. Budeme-li kdy s to, říditi směr rakety, buď automatickými či bezdrátově-elektrickými přístroji, otevře se nám možnost použíti rakety ve válce nebo k dopravě pošty. Pak teprve přikročíme ke konstrukci raket pro značná břemena, zejména i pro posádku. Tyto velké rakety budeme s počátku vypouštěti do poměrně malých výšin, postupně se odvažujíce dále ...
Vladimír Mandl, rok 1932, 
Mandl již tehdy diskutoval o aspektech vesmírného práva, které byly realizovány o desítky let později v podobě Kosmické smlouvy z roku 1967 a Úmluvě o mezinárodní odpovědnosti za škody způsobené kosmickými předměty z roku 1972. Další Mandlova vize, osídlení nebeských těles lidmi, je dnes aktuální v souvislosti s trvale obsazenou Mezinárodní vesmírnou stanicí ISS a spekulacemi o pilotovaných letech na Mars. Na druhou stranu možné využití vesmíru pro vojenské účely bylo oblastí, v níž Mandl podcenil technický vývoj. Předpokládal, že vesmírné lodě pro válečné účely budou hrát jen menší roli při podpoře válečných operací na zemi, na moři a ve vzduchu. Přitom nepředpokládal, že o padesát let později bude ve vesmíru plánována satelitní obrana, ani že společenství národů odmítne vojenské využití vesmíru.

## Kritika a pozdní ocenění
V roce 1933 napsal německý právník a profesor leteckého práva Rüdiger Schleicher ostrou recenzi na Mandlovu monografii. Každé právo je „určitým způsobem uspořádáním lidských zájmů, řešením protichůdných zájmů“. Pokud takové konflikty ještě nejsou patrné, neměl by se jimi právník zabývat. Mandlovo zkoumání, zda by se měl uplatňovat zákon o leteckém provozu, právo na přelet a přistání nebo přísná odpovědnost, by nemělo být tématem právnického spisu, ale pouze předmětem románu či novely, jakési „utopie Thomase Mora“.
Až do 50. let 20. století se Mandlovým pracím v odborných kruzích nedostávalo pozornosti. To se změnilo počátkem 50. let, kdy se zvýšil zájem o problematiku kosmického práva. V prvním svazku „Časopisu pro letecké a kosmické právo“ (Zeitschrift für Luft- und Weltraumrecht; Journal for Air and Space Law), který redigoval, se Alex Meyer, po desetiletí přední odborník na letecké právo, odvolával na Vladimíra Mandla, aby odůvodnil vydání své první publikace o kosmickém právu. V cestování do vesmíru a vesmírné právo prostě věřil už o 20 let dříve. V první disertační práci o vesmírném právu na světě, předložené v roce 1953 na Univerzitě Georga Augusta v Göttingenu, označil Welf Heinrich Prinz von Hannover Vladimíra Mandla za „prvního“ mezi ranými autory vesmírného práva.
V roce 1965 Ernst Fasan, tehdejší čestný ředitel Mezinárodního institutu kosmického práva (IISL), označil Mandla za „otce kosmického práva“. Na druhém historickém sympoziu Mezinárodní astronautické akademie, které se konalo v roce 1968 v rámci XIX. Mezinárodního astronautického kongresu v New Yorku, referoval o životě a díle Vladimíra Mandla právník Vladimír Kopal. V následujících desetiletích byl Vladimír Mandl příležitostně zmiňován v Kopalových publikacích a přednáškách. V roce 1965 označil Mandla za jednoho z „průkopníků vesmírného práva“ také odborník na mezinárodní právo Gerhard Reintanz, tehdejší děkan Právnické fakulty Univerzity Martina Luthera v Halle nad Sálou. S rostoucím povědomím o tom, že počátky kosmického práva jsou předmětem současného historického zájmu, byly život a dílo Vladimíra Mandla v posledních letech připomenuty v několika publikacích.

## Publikační aktivity (výběr)
- Jakým způsobem bylo by upraviti předpisy o důkazu slyšením stran, zejména se zřetelem k odchylným předpisům rakouského i uherského soudního řádu?, Zweiter Kongress tschechoslowakischer Anwälte, Brünn 1925 (Druhý sjezd československých právníků, Brno 1925), 19 stran, OCLC 85638110.
- Manželské procesní právo československé: studie (Tschechoslowakisches Eherecht: Eine Studie), Vydáno vlastním nákladem, Plzeň 1926, 90 stran, OCLC 85388226.
- Letecké právo (Luftfahrtrecht), Západočeský Aeroklub (Aeroklub von Westböhmen), Plzeň 1928, 96 stran, OCLC 85288763. Práce byla oceněna státní cenou ministerstva spravedlnosti pro rok 1928.[8]
- Das tschechoslowakische Luftverkehrs-Gesetz (Gesetz betreffend den Luftverkehr) vom 8. Juli 1925. Sammlung der Gesetze und Verordnungen Nr 172. Erläutert von Vladimír Mandl (Československý zákon o leteckém provozu ze dne 8. července 1925. Sbírka zákonů a nařízení č. 172. Vysvětlivky Vladimír Mandl.) (Stiepels Gesetz-Sammlung des tschechoslowakischen Staates, Folge 53; Stiepelova sbírka zákonů československého státu, řada 53), Gebrüder Stiepel GmbH, Liberec (Reichenberg) 1929, 70 stran, OCLC 43593138.
- Automobilový zákon z 9. srpna 1908 a jeho reforma (Das Automobilgesetz vom 9. August 1908 und seine Reform) (Sbírka spisu právnických a národohospodářských, Brožura 41), Barvič a Novotný, Brno (Brünn) 1929, 57 stran, OCLC 35400976.
- Zivilistischer Aufbau des Schadenersatzrechtes (Občanskoprávní struktura deliktního práva), disertační práce, Univerzita Fridricha Alexandra (Friedrich-Alexander-Universität), Erlangen 1931, 116 stran, OCLC 71957607.
- Zivilistischer Aufbau des Schadenersatzrechtes. Ein rechtstheoretischer Versuch (Civilněprávní struktura deliktního práva. Pokus o právní teorii), M. & H. Marcus, Vratislav (Breslau) 1932, 185 stran, OCLC 25520593.
- Problém mezihvězdné dopravy (Das Problem des interstellaren Transports), Nakladatelství Šolc a Šimáček, Praha 1932, 100 stránek, OCLC 6880655.
- Mezinárodní úmluva o úpravě letectví ze dne 13. října 1919, československý zákon o letectví ze dne 8. července 1925 (Internationales Übereinkommen über Luftrecht vom 13. Oktober 1919, Tschechoslowakisches Luftfahrtgesetz vom 8. Juli 1925), František Řivnáč, Praha 1932, 26 stran, OCLC 85516471.
- Podnikatelská zodpovědnost za škody : Přednáška z práva průmyslového (Unternehmerische Haftung für Schäden. Vorlesungen über gewerbliche Schadenshaftung), J. Otto, Praha 1932, 56 stran, OCLC 85516473.
- Das Weltraum-Recht. Ein Problem der Raumfahrt (Vesmírné právo. Problém cestování do vesmíru), J. Bensheimer Verlag (nakladatelství), Mannheim, Berlin, Leipzig 1932, 48 stran, OCLC 6535719; on line ve formátu *.pdf, datum přístupu: [2014-02-03].
- Les aérodromes (Letiště). In: Revue générale de droit aérien (Obecný přehled leteckého práva), 1933, 6 stran, ISSN 1245-5644
- Pravovárečná měšťanstva v Čechách (Die Brauprivilegien böhmischer Bürger) (Sbírka spisů právnických a národohospodářských, brožura 66), Orbis, Brno (Brünn) 1933, 27. stran, OCLC 79223052.
- Die Rakete zur Höhenforschung: Ein Beitrag zum Raumfahrtproblem (Výzkumná raketa pro velké výšky: příspěvek k problematice vesmíru), Hachmeister & Thal, Lipsko (Leipzig) 1934, 16 stran. (vydalo sdružení „Fortschrittliche Verkehrstechnik e.V.“) (Progresivní dopravní technologie e.V.), OCLC 29768328.
- Technokracie, hospodářský systém budoucnosti? (Technokratie, Wirtschaftssystem der Zukunft?), Šolc a Šimáček, Praha 1934, 114 stran, OCLC 85524807.
- Le parachute (Padák). In: Revue générale de droit aérien (Obecný přehled leteckého práva)), Číslo 2–4, 1935, ISSN 1245-5644
- Essays of a European technocrat (Eseje evropského technokrata), Wetzel Publishing (nakladatelství), Los Angeles, CA 1936, 79 stran, OCLC 613120097.
- Aero-muzej im. M.V.Frunze v Moskve (Letecké muzeum Michaila Vasiljeviče Frunzeho v Moskvě). In: Letectvi (Luftfahrt), Srpen 1937, strana 365.
- Aircraft Building ve Washingtone, U.S.A. (Stavba letadel ve Washingtonu, USA) In: Letec (Flieger), říjen–listopad 1938, strana 165.
- Válka a mír  (Krieg und Frieden), vlastním nákladem, Plzeň 1938, 19 stran, OCLC 85610096.
- Právní soustava německé říše : výběr (Das Rechtssystem des Deutschen Reiches: Wählen) (Sbírka právních pojednání, brožura 26), Právnické knihkupectví a nakladatelství V. Linhart, Praha 1939, 128 stran, OCLC 9847289.